# Relations entre le Botswana et l'Union européenne
Les relations entre le Botswana et l’Union européenne reposent sur un partenariat ancien. Les efforts de coopération au travers du 10e Fonds européen de développement furent concentrés sur le développement des ressources humaines afin d'améliorer la diversification économique et la croissance.
En tant que membre de la Communauté de développement d'Afrique australe (SADC), le Botswana a conclu un accord provisoire de partenariat économique avec l'Union. Les négociations pour la mise en œuvre d'un partenariat permanent sont en cours.

## Sources

## Compléments